# Éon (gnosticismo)
Aeon (do grego αιών, transl. aión), Eon, Éon ou   Eão , na mitologia gnóstica, é cada uma das entidades emanadas de Deus, geralmente em pares ou sizígias e que existem no Pleroma. Seus nomes frequentemente denotam atributos mentais ou espirituais como Pistis (fé), Sophia ou Protenoia (previsão), ou ainda conceitos importantes do gnosticismo como o anthropos (homem) ou pneuma (espírito). O éon mais comum na mitologia gnóstica é Sophia. Frequentemente um éon está envolvido na criação da humanidade conferindo espírito aos seres humanos, contra o desejo do Demiurgo e seus arcontes que tipicamente criam a alma e o corpo.

## Gnosticismo
O termo éon foi apropriado por gnósticos heréticos para designar a série de poderes espirituais evoluídos por emanação progressiva do Ser Eterno, e que constituem o mundo espiritual Pleroma ou O invisível, como distinto do Kenoma, ou mundo material e  visível. A palavra aeon (Aion), significando "idade", "o sempre-existente", "eternidade", passou a ser aplicada para o eterno poder divino e os atributos personificados desse poder, de onde ele foi estendido para designar as emanações sucessivas da divindade que os gnósticos concebiam como intermediários necessários entre o espiritual e os mundos materiais. O conceito gnóstico da aeon pode ser atribuído à influência de uma filosofia que postula uma divindade incapaz de qualquer contato com o mundo material ou com o mal, e o desejo de conciliar essa filosofia com a noção cristã de uma interferência direta de Deus nas coisas do mundo material, e, particularmente, na criação e na redenção do homem.
Em diferentes sistemas gnósticos a hierarquia dos Aeons foi diversamente elaborada. Mas em todas são reconhecíveis uma mistura de elementos platônicos, mitológicos e cristãos. Há sempre o Æon primitivo e perfeito, o manancial de divindade e um co-eterno Æon companheiro. Destes emanam um segundo par, que, por sua vez, geram outros, geralmente em sizígias, ou em grupos de pares, em consonância com a ideia egípcia de casais divinos. Uma dessas Æons inferiores, desejando conhecer o incognoscível, penetra os segredos do Æon primal, trazendo desordem para o mundo-Æon, então este é exilado e traz um Æon muito imperfeito, que, sendo indigno de um lugar no Pleroma, traz a centelha divina para o mundo inferior. Depois segue-se a realização do universo material.
O Æon Cristo restauraria a harmonia no mundo dos Æon, curando a doença no mundo material em consequência da catástrofe na ordem ideal, dando ao homem o conhecimento que irá resgatá-lo do domínio da matéria e do mal. O número de Æons varia de acordo com diferentes sistemas, sendo determinados em alguns a partir de ideias de  Pitágoras e Platão sobre a eficácia mística dos números, em outros sistemas são épocas. Os Æons receberam nomes e cada sistema gnóstico tem o seu próprio catálogo, sugerido por terminologia cristã, Oriental, filosófica ou mitológica. Havia quase tantas hierarquias indefinidas como havia sistemas gnósticos, mas o mais elaborado destes, tanto quanto se sabe, foi a de Valentim, cuja fusão do cristianismo e platonismo é tão completamente descrita na refutação desse sistema por São Irineu e Tertuliano.

### Æon segundo Valentim
Valentim assumiu como o início de todas as coisas, o Ser Primal ou Bythos, que depois de séculos de silêncio e contemplação, deu origem a outros seres por um processo de emanação. A primeira série de seres, são os Aeons e eram trinta em número, representando quinze sizígias (ou pares) sexualmente complementares. Uma forma comum é descrito abaixo:
O escrito de Tertuliano chamado Contra os valentinianos dá uma seqüência ligeiramente diferente. Os oito primeiros desses Aeons, correspondendo a um através de quatro gerações a seguir, são referidos como Ogdóade

### Ptolomeu e Colarbasianos
De acordo com Ireneu de Lyon, os gnósticos seguidores de Ptolomeu e Colarbaso teve Aeons que diferem dos de Valentino. O Logos é criado quando Anthropos (homem) aprende a falar. Os quatro primeiros são chamados de Tetrad e os oito são chamados Ogdóade.